# Middleton (Idaho)
Middleton is een plaats (city) in de Amerikaanse staat Idaho, en valt bestuurlijk gezien onder Canyon County.

## Demografie
Bij de volkstelling in 2000 werd het aantal inwoners vastgesteld op 2978.
In 2006 is het aantal inwoners door het United States Census Bureau geschat op 4793, een stijging van 1815 (60,9%).

## Geografie
Volgens het United States Census Bureau beslaat de plaats een oppervlakte van
4,5 km², geheel bestaande uit land. Middleton ligt op ongeveer 731 m boven zeeniveau.

## Plaatsen in de nabije omgeving
De onderstaande figuur toont nabijgelegen plaatsen in een straal van 24 km rond Middleton.